# Кайман Шнайдера
Кайман Шнайдера (Paleosuchus trigonatus) — представник роду Гладколобий кайман родини Алігаторові. Інша назва «гладкогрудий кайман».

## Опис
Загальна довжина досягає 0,7—2,6 м. Голова має трохи трикутну форму. Звідси походить латинська назва цього каймана. Кістяні пластини на спині і хвості більш товсті і більше великі. Плаский хвіст малорухомий, довший, ніж у каймана Кюв'є. Також є товстий шар кістяних щитків з боків. Відсутні кістяні дуги, які є у більшості кайманів. Забарвлення буре або темно—буре з білими та коричневими смугами на хвості. Райдужина очей коричнева із зеленуватим відтінком.

## Спосіб життя
Полюбляє прісноводні водойми з швидкою течією у тропічних лісах, мілину. Втім може віддалятися від води й проводять багато часу у норах, здійснювати подорожі від нори до нори й до водойми, коли годується. Зустрічається на висотах до 1300 м над рівнем моря. Активний вночі. При русі по суходолу високо піднімає голову.
Молоді особини харчуються сухопутними безхребетними, дорослі каймани полюють на змій, великих гризунів, рибу. Полюють, як поблизу води, так і в лісі на своїй ділянці, який може становити кілька кілометрів.
Поза сезоном розмноження веде одиночний спосіб життя на своїй досить великій території. Напередодні сезону дощів самиця споруджує кубло. Статева зрілість самиці наступає при довжині 1,3 м, самця — 1,4 м — це відбувається у віці років 10-20. Кубло цього каймана часто розташовується поблизу термітників. Розмір кладки коливається від 10 до 20 яєць. Через 115 днів з'являються кайманчики. Новонароджені потрапляють у воду, яку приносять річки, що розливаються. Незабаром молодь розбігається по навколишньої території, яку охороняють дорослі особини.
Природними ворогами кайманів є великі хижаки, зокрема ягуари.

## Стосунки з людиною
Завдяки товстим кістяним наростам шкіра кайманів визнана непридатною для промислового використання, тому ці тварини не є предметом полювання. У Гаяні кайманів виловлюють на продаж, але істотної шкоди для популяції ці заходи не завдають. Серйознішу небезпеку для виду несе забруднення навколишнього середовища. Популяція оцінюється у 1 млн особин.

## Розповсюдження
Мешкає у Південній Америці: Болівія, Бразилія, Колумбія, Еквадор, Французька Гвіана, Гаяна, Перу, Суринам, Венесуела.